# Закон о запрете трансгендерного перехода в России
Закон о запрете трансгендерного перехода в России (также закон о запрете смены пола) был принят Государственной думой 14 июля 2023 года, затем одобрен Советом Федерации 19 июля 2023 года и после подписания президентом Владимиром Путиным вступил в силу 24 июля 2023 года. Закон подвергся резкой критике со стороны правозащитников, ЛГБТ-активистов и медицинского сообщества; организация Human Rights Watch охарактеризовала его как нарушающий права человека. Он запрещает медицинские вмешательства, необходимые трансгендерным людям и включённые в международно признанные стандарты лечения. Также закон даёт право на проведение хирургических операций над интерсекс-детьми без их согласия и медицинской необходимости.
Законом вносятся поправки в федеральный закон «Об основах охраны здоровья граждан в РФ», а также в закон «Об актах гражданского состояния» и Семейный кодекс, добавляющие запрет на трансгендерный переход («смену пола» в терминологии авторов).

## История
Уже в СССР гендерно-аффирмативные операции были относительно возможны и даже практиковались. В 1970—1972 гг. хирургом Виктором Калнберзом была проведена первая в стране операция по коррекции пола некой девушки Инны. Позже, в 1975 году «способ хирургического лечения гермафродитизма» — методику хирургической коррекции пола — в стране зарегистрировали как изобретение. В 1991 году были созданы и утверждены Минздравом СССР первые методические рекомендации по смене пола, основанные на рекомендациях Международной ассоциации по гендерной дисфории им. Гарри Бенджамина (ныне Всемирная профессиональная ассоциация по здоровью трансгендеров (WPATH)) и московского психоэндокринологического центра (МГПЭЦ).
Впервые возможность трансгендерного перехода была закреплена законом 1997 года. Первым за запрет трансгендерного перехода выступил в апреле 2023 года министр юстиции Константин Чуйченко, аргументируя его «закреплением семейных ценностей на законодательном уровне».
Правозащитная организация Human Rights Watch характеризует принятый закон как продолжение наступления на права ЛГБТ, проводимое российскими властями. Так, в сентябре 2022 года Василеостровский районный суд Санкт-Петербурга признал незаконным распространение в соцсетях постов по вопросам трансгендерности, а в декабре того же года Государственная дума расширила закон о запрете «пропаганды ЛГБТ», включая информацию о трансгендерном переходе.
В изначальной версии законопроект о запрете трансгендерного перехода запрещал медицинское сопровождение трансгендерного перехода и смену гендерного маркера (называемые в законопроекте «сменой пола»). В ответ на критику законопроект был ужесточён и в финальной версии:
- запрещает смену гендерного маркера в паспорте;
- запрещает медицинские вмешательства, связанные с формированием у человека первичных или вторичных половых признаков другого пола (хирургические операции, гормональную терапию и другое), за исключением связанных с лечением врожденных аномалий, генетических и эндокринных заболеваний, связанных с нарушением формирования половых органов у детей[11];
- аннулирует браки, заключённые трансгендерными людьми;
- лишает трансгендерных людей права на усыновление детей или их опеку.

Также закон даёт право на проведение операций над интерсекс-детьми без их согласия, хотя, как правило, в этом нет медицинской необходимости, и подобные вмешательства имеют риски для физического и психического здоровья детей.

## Контекст войны с Украиной
Закон был принят на фоне продолжавшегося российского вторжения на Украину. Журналисты отмечали, что ещё в 2022 году российские депутаты и чиновники заявляли, что Россия ведет не только войну с Украиной, но продолжает «духовную борьбу с Западом». Так, осенью 2022 года депутаты Госдумы приняли гомофобный закон о полном запрете так называемой «ЛГБТ-пропаганды».
В мае 2023 года глава Следственного комитета России Александр Бастрыкин обвинил тех, кто якобы совершает «смену пола» в документах из-за проходящей в России мобилизации, в «мошенничестве» и «нарушении обороноспособности [России]».
Такие меры, как «запрет ЛГБТ-пропаганды» и борьба против «пропаганды смены пола», по мнению российских властей, должны были помочь им в борьбе с «новым мировым порядком». При этом российские депутаты постоянно ставили в один ряд темы гомосексуальности, трансгендерности и педофилии. Председатель Госдумы Вячеслав Володин заявлял: «Россия — единственная страна, которая сегодня противодействует тому, что происходит в Штатах, в Европе и делает всё для сохранения семьи, традиционных ценностей».
Вице-спикер Госдумы Пётр Толстой при обсуждении законопроекта о запрете трансгендерного перехода говорил: «Это не очередная запретительная инициатива Государственной думы, это ещё один шаг в защите национальных интересов. Мы их принимаем, потому что Россия после начала „специальной военной операции“ изменилась. И те ребята, которые сегодня защищают с оружием в руках нашу страну, они должны вернуться в другую страну».

## Оценки
Во время рассмотрения проекта закона он был подвергнут критике врачами и юристами, работающими с трансгендерными людьми. Противники поправок отмечали, что этот запрет «направлен на дискриминацию и лишение доступа к медпомощи людей с медицинским диагнозом „транссексуализм“», а также не имеет достаточной доказательной базы.
По мнению юриста ЛГБТ-движения «Выход» Ксении Михайловой, этот закон «нужен для того, чтобы государство ещё больше вмешивалась в частную жизнь граждан и укрепляло тот режим, который существует». Она отмечала, что «чем больше государство вмешивается в частную жизнь, тем сильнее и лучше оно контролирует своих граждан».
Один из основателей организации «Российская ЛГБТ-сеть» Игорь Кочетков говорил: «Мы имеем дело с политической гомофобией и трансфобией, которая используется для достижения конкретных политических целей. Их [российских властей] легитимность нуждается в идеологическом обосновании». Он отмечал, что для обоснования своей несменяемости власти России стали использовать идею борьбы за «традиционные ценности» и создания образа врага из стран Запада.
Правозащитники опасаются, что закон может привести к появлению подпольного рынка хирургических вмешательств и к приему гормональных препаратов без предписания и контроля врачей.

## Положение дел после принятия закона
После июля 2023 года гендерный маркер в документах можно изменить только в судебном порядке. Основанием для изменения юридического пола являются, в частности, проведённые гендерно-аффирмативные операции (и полученные медицинские документы о их проведении). Если операции были сделаны до принятия закона о запрете транс-перехода, то в таком случае должно быть вынесено заключение единственной в России государственной комиссии в ФБГУ НИМЦ эндокринологии Минздрава РФ по факту их проведения. 
С июля 2023 по июнь 2025 года в России было рассмотрено или продолжали рассматриваться около 150 дел о смене гендерного маркера в документах, из которых было выиграно 20 дел и проиграно 24, часть была оставлена без рассмотрения.